# Stadio polisportivo di Belluno
Lo stadio polisportivo è la maggiore arena scoperta della città italiana di Belluno. Ospita le partite interne del Dolomiti Bellunesi, dopo essere stato storicamente il campo casalingo del Belluno. 
Consta di un regolamentare terreno per il gioco del calcio, attorno al quale sorge una pista per l'atletica leggera, con strutture per il salto con l'asta e i lanci dalla gabbia.

## Storia
L'impianto venne inaugurato il 9 dicembre 1956 con un'amichevole fra i gialloblu e l'Udinese, la quale si impose con il risultato di 4-0.
Nel 1999 ospitò il campionato europeo femminile di rugby a 15. Il torneo fu vinto dalla Francia.
Nell'ottobre 2022 venne inaugurata la nuova pista d'atletica di colore azzurro, adatta ad ospitare manifestazione di livello nazionale.
Nel 2023 è stato approvato il progetto generale di ristrutturazione finanziato con i fondi del PNRR, che prevede l'aumento della capienza totale dell'impianto fino a 2.000 posti (di cui 1.500 posti tribuna principale e 500 nella gradinata est, riservata ai tifosi ospiti), riorganizzazione della viabilità di Piazzale della Resistenza, ottimizzando i parcheggi e le corsie di afflusso degli spettatori, potenziamento dei locali tecnici (spogliatoi, sala stampa, palestra, infermeria) e dei servizi al pubblico in tribuna. In tal modo, la struttura sarà omologata per ospitare partite di campionato fino alla Serie C. Nel dicembre 2024 sono iniziati i lavori di demolizione e ricostruzione degli spalti.

## Dati tecnici
Lo stadio ha due tribune coperte, la tribuna centrale e la tribuna est, che si trovano dirimpetto l'una all'altra. La est è riservata ai tifosi ospiti.